# Lago Lovozero
O lago Lovozero (em russo:  Ловозеро, em lapão escolto:  Luujäuʹrr, em finlandês:  Luujärvi) localiza-se na península de Kola, no oblast de Murmansque com o mar de Barents como bacia. Tem uma áre de 200 km², uma profundidade média de 5,7 metros com um máximo de 35 metros. O período médio de renovação da água é de dez meses.
Em 1970 duas usinas hidroelétricas foram construídas no rio Voronya em Serebryansk, a cerca de 100 km do lago. A barragem da usina criou um lago artificial no Voronya ao mesmo nível de água do lago Lovozero, tornando os dois corpos de água em um só.